# Lathromeromyia tingiphaga
Lathromeromyia tingiphaga är en stekelart som beskrevs av Livingstone och Yacoob 1983. Lathromeromyia tingiphaga ingår i släktet Lathromeromyia och familjen hårstrimsteklar. Inga underarter finns listade i Catalogue of Life.